# مدرسه اله‌آباد زارچ
مدرسه اله آباد زارچ مربوط به دوره پهلوی است و در زارچ، محله اله آباد واقع شده و این اثر در تاریخ ۱۷ اسفند ۱۳۸۱ با شمارهٔ ثبت ۷۷۶۵ به‌عنوان یکی از آثار ملی ایران به ثبت رسیده است.